# Gastrodermis
De gastrodermis is de binnenbekleding van de gastrovasculaire holte in neteldieren (Cnidaria). De term wordt ook gebruikt om te verwijzen naar de bekleding van de maagholte in ribkwallen (Ctenophora) en platwormen (Platyhelminthes). De gastrodermis bestaat uit epitheelcellen. Ze bevat ook gespecialiseerde kliercellen die verteringsenzymen afscheiden en absorptiecellen die voedseldeeltjes fagocyteren. Trilhaartjes (cilia) op de gastrodermis circuleren voedselfragmenten rond het lichaam.
De gastrodermis ontwikkelt zich tijdens de embryonale ontwikkeling uit het endoderm. Bij volgroeide neteldieren wordt de gastrodermis doorgaans door het mesoglea van de epidermis gescheiden. Het mesoglea en gastrodermis vormen plooien (septen of mesenteriën) voor oppervlaktevergroting. Bij veel koralen nestelen de zoöxanthellen zich in de gastrodermis.